# 한국기독공보
한국기독공보(韓國基督公報)는 대한민국에서 현존하는 주간지 중 가장 높은 지령을 지닌 신문이다. 해방 이듬 해인 1946년 미국과 러시아의 신탁통치로 남한과 북한이 나뉘어져 있을 때 남한의 기독교 교단 전체가 결집한 조선기독교 남부대회의 기관지로 창간됐다. 정부수립과 제헌의회, 6.25 한국전쟁을 거쳐 피난지에서도 신문을 발행했으나 열악한 재정 형편으로 1954년 대한예수교장로회 총회가 인수하여 현재는 대한예수교장로회(통합)에서 발행하는 신문이다. 한국기독공보는 지난 2017년 안홍철 사장의 주도로 디지털 이노베이션을 통해 텍스트로 읽는 뉴스, 동영상으로 보는 뉴스, 인공지능으로 읽어주는 뉴스 등 이른바 3웨이 뉴스를 선보였고 2019년, 지난 70여년간의 종이신문을 모두 디지털로 복원하여 아카이브를 완성, 주간신문 사상 최초로 공개했다. 디지털 아카이브와 함께 2024년 기독교텔레비전과 함께 영상 아카이브 MOU를 체결, 기록과 영상물을 통합한 디지털 미디어 라이브러리 프로젝트를 전개하고 있다. 사옥은 서울특별시 종로구 연지동에 있다.